# Necolio sumatrensis
Necolio sumatrensis är en stekelart som först beskrevs av Johan George Betrem 1941.  Necolio sumatrensis ingår i släktet Necolio och familjen brokparasitsteklar. Inga underarter finns listade i Catalogue of Life.